# Eupholidoptera kinzelbachi
Eupholidoptera kinzelbachi är en insektsart som beskrevs av Carl Otto Harz 1981. Eupholidoptera kinzelbachi ingår i släktet Eupholidoptera och familjen vårtbitare. Inga underarter finns listade i Catalogue of Life.